# Zurab Khizanishvili
Zurab Khizanishvili (en georgiano: ზურაბ ხიზანიშვილი) (Tiflis, Unión Soviética, 6 de octubre de 1981) es un exfutbolista georgiano, se desempeñaba como defensa central o lateral, su último club fue el Keshla FK de la primera división de Azerbaiyán

## Clubes
| Club                  | País       | Año       |
| --------------------- | ---------- | --------- |
| FC Dinamo Tbilisi     | Georgia    | 1998-1999 |
| FC Norchi Tbilisi     | Georgia    | 1999-2000 |
| FC Lokomotivi Tbilisi | Georgia    | 2000-2001 |
| Dundee FC             | Escocia    | 2001-2003 |
| Rangers FC            | Escocia    | 2003-2005 |
| Blackburn Rovers      | Inglaterra | 2005-2009 |
| Newcastle United      | Inglaterra | 2009      |
| Blackburn Rovers      | Inglaterra | 2009-2010 |
| Reading FC            | Inglaterra | 2010-2011 |
| Kayserispor           | Turquía    | 2011-2014 |
| FC Dinamo Tbilisi     | Georgia    | 2014      |
| FC Samtredia          | Georgia    | 2015      |
| Inter Baku            | Azerbaiyán | 2015-2017 |

## Palmarés

### Como jugador

#### Torneos nacionales
| Título                     | Club          | País    | Año     |
| -------------------------- | ------------- | ------- | ------- |
| Copa de la Liga de Escocia | Rangers F. C. | Escocia | 2005    |
| Premier League de Escocia  | Rangers F. C. | Escocia | 2004-05 |

- Datos: Q318722
- Multimedia: Zurab Khizanishvili / Q318722